# 호시 키라라
호시 키라라(星 きらら, 1984년 9월 22일 ~ )는 일본의 AV 여배우이다. 데뷔와 함께 케이엠 프로듀스의 라벨 'million'의 '밀리언 엔젤'에도 발탁된다. 그러나 주연작은 3개만으로 활동기간은 짧았다.